# Elezioni parlamentari in Senegal del 1993
Le elezioni parlamentari in Senegal del 1993 si tennero il 9 maggio per il rinnovo dell'Assemblea nazionale.

## Risultati
| Liste                                                | Voti      | %     | Seggi |
| ---------------------------------------------------- | --------- | ----- | ----- |
| Partito Socialista                                   | 601 886   | 56,52 | 84    |
| Partito Democratico Senegalese                       | 322 060   | 30,24 | 27    |
| PADS - CDP - RND                                     | 52 293    | 4,91  | 3     |
| Lega Democratica/Movimento per il Partito del Lavoro | 44 009    | 4,13  | 3     |
| Partito dell'Indipendenza e del Lavoro               | 32 359    | 3,04  | 2     |
| Unione Democratica Senegalese - Rinnovamento         | 12 359    | 1,16  | 1     |
| Totale                                               | 1 064 964 | 100   | 120   |